# Gueïda Fofana
Gueïda Fofana (ur. 16 maja 1991 w Le Havre) – piłkarz francuski grający na pozycji napastnika. Jest wychowankiem klubu Olympique Lyon.

## Kariera klubowa
Gueïda Fofana swoją profesjonalną karierę zaczynał we francuskim Le Havre AC grając tam przez jeden sezon.
31 sierpnia 2011 roku podpisał 4–letni kontrakt z pierwszoligowym Olympique Lyon. W wieku 25 lat z powodu poważnej kontuzji kostki, zakończył karierę.
| Sezon   | Klub           | Kraj    | Rozgrywki | Mecze | Bramki | Rozgrywki Europy                    | Mecze | Bramki |
| ------- | -------------- | ------- | --------- | ----- | ------ | ----------------------------------- | ----- | ------ |
| 2009/10 | Le Havre AC    | Francja | Ligue 2   | 30    | 1      | -                                   | -     | -      |
| 2010/11 | Le Havre AC    | Francja | Ligue 2   | 34    | 3      | -                                   | -     | -      |
| 2011/12 | Olympique Lyon | Francja | Ligue 1   | 18    | 0      | Liga Mistrzów UEFA                  | 3     | 0      |
| 2012/13 | Olympique Lyon | Francja | Ligue 1   | 27    | 2      | Liga Europy UEFA                    | 8     | 2      |
| 2013/14 | Olympique Lyon | Francja | Ligue 1   | 25    | 2      | Liga Mistrzów UEFA Liga Europy UEFA | 4 6   | 0 2    |
| 2014/15 | Olympique Lyon | Francja | Ligue 1   | 0     | 0      | Liga Europy UEFA                    | 0     | 0      |

Stan na: 26 września 2014 r.

## Kariera reprezentacyjna
Karierę reprezentacyjną Fofana rozpoczął od występów w reprezentacji Francji U-16. W latach 2007–2008 grał w reprezentacji U-17. W 2008 roku wywalczył z nią wicemistrzostwo Europy na Mistrzostwach Europy U-17 w Turcji. Od 2010 roku Fofana gra w reprezentacji Francji U-20. Został powołany na Mistrzostwa Świata U-20.